# لورا فرنانديز
لورا فرنانديز (بالإسبانية: Laura Fernandez)‏ هي عازفة الجاز ورسامة توضيحية وكاتبة غنائية وعازفة بيانو إسبانية، ولدت في 20 مايو 1960 في مدريد في إسبانيا.

## وصلات خارجية
- لورا فرنانديز على موقع ميوزك برينز (الإنجليزية)
- لورا فرنانديز على موقع ديسكوغز (الإنجليزية)
- الموقع الرسمي